# Sex Noir
Sex Noir är en bergstopp i Schweiz.   Den ligger i distriktet Sion och kantonen Valais, i den sydvästra delen av landet, 70 km söder om huvudstaden Bern. Toppen på Sex Noir är 2 731 meter över havet, eller 210 meter över den omgivande terrängen. Bredden vid basen är 3,2 km.
Terrängen runt Sex Noir är huvudsakligen mycket bergig. Närmaste större samhälle är Sion, 9,9 km söder om Sex Noir. 
I omgivningarna runt Sex Noir växer i huvudsak blandskog. Runt Sex Noir är det ganska tätbefolkat, med 104 invånare per kvadratkilometer.